# Campsicnemus scambus
Campsicnemus scambus är en tvåvingeart som först beskrevs av Fallen 1823.  Campsicnemus scambus ingår i släktet Campsicnemus och familjen styltflugor. Arten är reproducerande i Sverige. Inga underarter finns listade i Catalogue of Life.

## Bildgalleri

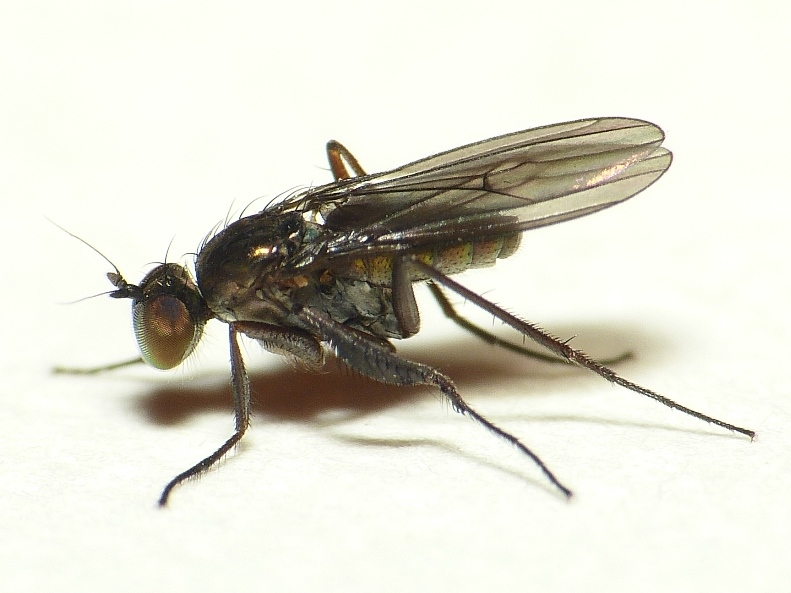